# Operation Früchte des Zorns
Operation Früchte des Zorns (hebräisch מִבְצָע עִנְבֵי זַעַם Mivtza ʿInvei Saʿam, deutsch ‚Operation Trauben des Zorns‘) war der Codename der israelischen Streitkräfte für eine Militäroperation im Libanon im Jahre 1996. Ziel des Einsatzes war, den Beschuss Nordisraels durch die Hisbollah zu beenden. An der Seite Israels kämpfte die Südlibanesische Armee (SLA), auf der Gegenseite beteiligten sich in geringem Umfang Kräfte der Amal-Miliz und der syrischen Armee. Die Operation begann am 11. April und wurde am 27. April durch eine Waffenstillstandsvereinbarung beendet, die Angriffe auf Zivilisten verbot.

## Vorgeschichte
Nach kontinuierlichen Terroranschlägen über die Grenze hinweg von Gruppen im südlichen Libanon drang die israelische Armee im Jahre 1982 ein zweites Mal in den Libanon ein (Libanonkrieg 1982). Nach drei Monaten besetzte sie die Hauptstadt Beirut. Während der nachfolgenden drei Jahre zog sich die israelische Armee teilweise zurück, bis sie 1985 eine sogenannte Sicherheitspufferzone im südlichen Libanon einrichtete. Der bewaffnete Widerstand gegen die israelische Besetzung hörte jedoch nicht auf und 1993 reagierte Israel mit einer großangelegten Militäraktion im südlichen Libanon. Die so genannte Operation Verantwortlichkeit verfehlte allerdings ihr Ziel, die militärischen Aktivitäten der Hisbollah nachhaltig zu unterbinden. Auch danach fuhr Hisbollah fort, Ziele im Libanon und in Nordisrael anzugreifen, einschließlich der israelischen Armee, der SLA und ziviler Ziele. Die israelische Armee beschoss ihrerseits häufig Ziele in sehr großer Nähe oder innerhalb von Zivilgebieten, was häufig den Tod von Zivilisten verursachte.

## Auslöser
Mitte März 1996 eskalierte die Lage zwischen den israelischen Streitkräften und der Südlibanesischen Armee auf der einen und der Hisbollah und anderen libanesischen Milizen (z. B. Amal) auf der anderen Seite
nach dem Tit-for-Tat-Schema, als durch Angriffe von Hisbollah und Amal insgesamt sechs israelische Soldaten fielen. Israel beschoss daraufhin am 30. März Ziele im libanesischen Ort Yater, wobei  zwei Zivilisten beim Arbeiten auf einem Wasserturm getötet wurden. Die israelische Armee räumte ein, dass diese Aktion irrtümlich erfolgte. Die Hisbollah reagierte, indem sie 20 Flugkörper auf Nordisrael abschoss. Eine Bombenexplosion am Straßenrand, die den Tod eines 14 Jahre alten libanesischen Jungen und die Verletzung von drei anderen im Dorf Barashit verursachte, wurde von Hisbollah als Grund für das Abfeuern von 30 Flugkörpern auf Nordisrael am 9. April genannt. Israelische Regierungsstellen verkündeten dann die sogenannte Operation Früchte des Zorns am 11. April als Vergeltungs- und Präventivmaßnahme gegen den Beschuss durch die Hisbollah, durch den sechs israelische Zivilisten verletzt wurden.

## Verlauf
Israel verschoss rund 25.000 Geschosse und führte mehr als 1100 Luftangriffe auf Katjuscha-Abschussrampen, Hisbollah-Einrichtungen und -Personal sowie Fahrzeuge und Zivil-Infrastruktur durch, die laut israelischen Angaben für militärische Zwecke verwendet wurden. Die Angriffe wurden von Radiomeldungen vorbereitet, welche die Bewohner drängten, aus dem Gebiet zu fliehen. Zwischen 300.000 und 500.000 Libanesen leisteten dem Folge. Auch die Hisbollah verkündete durch den Rundfunk, dass israelische Zivilisten aus Nordisrael fliehen sollten und verursachte so die Flucht von ca. 30.000 Bewohnern an der Grenze.
639 Raketenangriffe der Hisbollah waren auf Nordisrael gerichtet, besonders auf die Stadt Qirjat Schmonah. Truppen der Hisbollah trafen in zahlreichen Auseinandersetzungen mit Einheiten der israelischen Armee und der Südlibanesischen Armee (SLA) aufeinander.
Am 18. April 1996 wurden eine Frau und acht Kinder im Schlaf getötet, als israelische Kampfflugzeuge ein zweigeschossiges Gebäude beschossen. Die israelische Armee begründete dies damit, dass von dem Gebiet um das Gebäude herum Flugabwehrfeuer auf israelische Flugzeuge gerichtet worden sei. Am gleichen Tag wurde israelische Truppen von der Hisbollah bei Kana mit Mörsern und Raketen beschossen. Die Israelis nahmen die Hisbollah-Stellung, die 200 bis 350 Meter von einer UNIFIL-Einrichtung entfernt lag, mit Artillerie unter Beschuss. Dabei wurde auch der UN-Posten getroffen, wobei 118 libanesische Zivilisten starben (Artillerieangriff auf Kana).

## Waffenstillstand
Die Feindseligkeiten nahmen nach der Vereinbarung eines israelisch-libanesischen Waffenstillstandes ab – eine formlose schriftliche Vereinbarung unter amerikanischer Vermittlung wurde am 26. April 1996 um 18:00 Uhr verkündet und trat am 27. April um 4:00 Uhr in Kraft. Die Vereinbarung bannte grenzüberschreitende Angriffe auf zivile Ziele und die Benutzung von Dörfern als Ausgangspunkt für Angriffe. Die Kommission zur Überwachung des Waffenstillstandes enthielt Vertreter der USA, Frankreichs, Syriens, Israels und des Libanons.

## Verluste und Schäden
Auf israelischer Seite fielen drei Soldaten, auf libanesischer Seite 14 Hisbollah-Kämpfer. Außerdem wurde ein syrischer Soldat getötet.
Etwa 154 bis 170 Zivilisten wurden im Libanon getötet und rund 350 verletzt. Auf israelischer Seite wurden 62 Zivilisten verletzt.
Die Beschädigung der libanesischen Infrastruktur war bedeutend, weil wichtige Brücken und Kraftwerke zerstört wurden. Human Rights Watch zufolge wurden 2018 Häuser und Gebäude im Südlibanon entweder vollständig zerstört oder stark beschädigt. Israel schätzte die Schäden am israelischen Zivileigentum bei 20 Millionen NIS (ungefähr 7 Millionen USD) und die indirekten Schäden für den Tourismus in Israel bei 40 Millionen NIS (ungefähr 13 Millionen USD). Die libanesische Seite gab ihre Schäden in Milliarden USD an.

## Folgekonflikt
Die Räumung der Sicherheitszone durch Israel im Mai 2000 brachte nicht die erhoffte dauerhafte Stabilität an der Grenze zum Libanon, vielmehr eröffnete sechs Jahre später die Hisbollah erneut einen Konflikt im Zweiten Libanonkrieg.